# Dödre
Dödre är en by vid sjön Näktens östra sida i Hackås distrikt (Hackås socken) i Bergs kommun i Jämtlands län.
Vid stranden finns en röksten där forna tiders vägfarare tände eld för att signalera efter båtskjuts från andra sidan sjön.
Vandrar man utmed Haldo Hanssonleden kommer man till platsen belägen mellan Dödre by och Dödrebodarna där tävlingsskidåkaren Haldo Hansson vådasköt sig till döds 1921. En minnessten restes år 1969 på olycksplatsen. 
I samband med Jämtland-Härjedalens Idrottsförbunds 100-årjubileum 2008 utgavs boken Från Haldo till Anna Carin (T.E. Nilsson, Jamtli förlag) som innehåller fakta om Haldo Hanssons idrottsliga livsverk men även berättelsen om hans dödsolycka.

## Webbkällor
- Näktenbygden
- Jämtland-Härjedalens Idrottsförbund[död länk]